# Ріхард Реті
Рі́хард Ре́ті (чеськ. Richard Réti; нар. 28 травня 1889, Пезинок поблизу Братислави — †6 червня 1929, Прага) — чехословацький шахіст, гросмейстер, шаховий композитор і теоретик, журналіст.

## Біографія
Середню та вищу освіту отримав у Відні, там само 1908 року дебютував на міжнародному турнірі, де виступив невдало, посівши останнє місце, однак того самого року переконливо виграв Требіч-турнір. В 1909 — 1914 рр. завоював кілька призових місць на турнірах в Аббації, Відні, Будапешті, Мангеймі, але справжнього творчого розквіту Реті досягнув після закінчення Першої світової війни: з 1918 по 1929 рік шахіст брав участь у кількох десятках турнірів, і в дев'яти з них ставав переможцем. На першій в історії шаховій олімпіаді 1927 року, яка проходила в Лондоні, очолювана ним команда Чехословаччини посіла високе 5-е місце.
Реті вів активну шахово-професійну діяльність, брав участь у турнірах і матчах, неодноразово давав сеанси одночасної гри (в тому числі наосліп — у 1925 році в Сан-Паулу гросмейстер зіграв, не дивлячись на дошку, одночасно 29 партій). Дуже цінний внесок Реті у розвиток шахової теорії, він — один з основоположників ідей гіпермодернізму, автор дебюту Реті (1. Кf3 d5 2.с4). Значний його спадок і в галузі шахової композиції — кілька його творів, серед яких і знаменитий етюд (див. нижче), в якому був вперше застосований маневр, названий пізніше на честь композитора. Цей маневр багато разів використовували етюдисти наступних поколінь.
В 1929 році Реті захворів на скарлатину в тяжкій формі й помер. Похований у Відні.
Одна зі знаменитих партій Реті:
```
Захист Каро-Канн

Реті — Тартаковер
Відень, 1910
 1. e4 c6
 2. d4 d5
 3. Kc3 de
 4. K:e4 Kf6
 5. Фd3 e5
 6. de Фa5+
 7. Cd2 Ф:е5
 8. 0-0-0 К:е4 
 9. Фd8+!! Кр:d8
10. Cg5++! Крс7
11. Сd8#
```

## Вибрані етюди
|   | a                                                                     | b                                                                     | c                                                                     | d                                                                     | e                                                                     | f                                                                     | g                                                                     | h                                                                     |   |
| 8 | h8 білий король · a6 чорний король · c6 білий пішак · h5 чорний пішак | h8 білий король · a6 чорний король · c6 білий пішак · h5 чорний пішак | h8 білий король · a6 чорний король · c6 білий пішак · h5 чорний пішак | h8 білий король · a6 чорний король · c6 білий пішак · h5 чорний пішак | h8 білий король · a6 чорний король · c6 білий пішак · h5 чорний пішак | h8 білий король · a6 чорний король · c6 білий пішак · h5 чорний пішак | h8 білий король · a6 чорний король · c6 білий пішак · h5 чорний пішак | h8 білий король · a6 чорний король · c6 білий пішак · h5 чорний пішак | 8 |
| 7 | h8 білий король · a6 чорний король · c6 білий пішак · h5 чорний пішак | h8 білий король · a6 чорний король · c6 білий пішак · h5 чорний пішак | h8 білий король · a6 чорний король · c6 білий пішак · h5 чорний пішак | h8 білий король · a6 чорний король · c6 білий пішак · h5 чорний пішак | h8 білий король · a6 чорний король · c6 білий пішак · h5 чорний пішак | h8 білий король · a6 чорний король · c6 білий пішак · h5 чорний пішак | h8 білий король · a6 чорний король · c6 білий пішак · h5 чорний пішак | h8 білий король · a6 чорний король · c6 білий пішак · h5 чорний пішак | 7 |
| 6 | h8 білий король · a6 чорний король · c6 білий пішак · h5 чорний пішак | h8 білий король · a6 чорний король · c6 білий пішак · h5 чорний пішак | h8 білий король · a6 чорний король · c6 білий пішак · h5 чорний пішак | h8 білий король · a6 чорний король · c6 білий пішак · h5 чорний пішак | h8 білий король · a6 чорний король · c6 білий пішак · h5 чорний пішак | h8 білий король · a6 чорний король · c6 білий пішак · h5 чорний пішак | h8 білий король · a6 чорний король · c6 білий пішак · h5 чорний пішак | h8 білий король · a6 чорний король · c6 білий пішак · h5 чорний пішак | 6 |
| 5 | h8 білий король · a6 чорний король · c6 білий пішак · h5 чорний пішак | h8 білий король · a6 чорний король · c6 білий пішак · h5 чорний пішак | h8 білий король · a6 чорний король · c6 білий пішак · h5 чорний пішак | h8 білий король · a6 чорний король · c6 білий пішак · h5 чорний пішак | h8 білий король · a6 чорний король · c6 білий пішак · h5 чорний пішак | h8 білий король · a6 чорний король · c6 білий пішак · h5 чорний пішак | h8 білий король · a6 чорний король · c6 білий пішак · h5 чорний пішак | h8 білий король · a6 чорний король · c6 білий пішак · h5 чорний пішак | 5 |
| 4 | h8 білий король · a6 чорний король · c6 білий пішак · h5 чорний пішак | h8 білий король · a6 чорний король · c6 білий пішак · h5 чорний пішак | h8 білий король · a6 чорний король · c6 білий пішак · h5 чорний пішак | h8 білий король · a6 чорний король · c6 білий пішак · h5 чорний пішак | h8 білий король · a6 чорний король · c6 білий пішак · h5 чорний пішак | h8 білий король · a6 чорний король · c6 білий пішак · h5 чорний пішак | h8 білий король · a6 чорний король · c6 білий пішак · h5 чорний пішак | h8 білий король · a6 чорний король · c6 білий пішак · h5 чорний пішак | 4 |
| 3 | h8 білий король · a6 чорний король · c6 білий пішак · h5 чорний пішак | h8 білий король · a6 чорний король · c6 білий пішак · h5 чорний пішак | h8 білий король · a6 чорний король · c6 білий пішак · h5 чорний пішак | h8 білий король · a6 чорний король · c6 білий пішак · h5 чорний пішак | h8 білий король · a6 чорний король · c6 білий пішак · h5 чорний пішак | h8 білий король · a6 чорний король · c6 білий пішак · h5 чорний пішак | h8 білий король · a6 чорний король · c6 білий пішак · h5 чорний пішак | h8 білий король · a6 чорний король · c6 білий пішак · h5 чорний пішак | 3 |
| 2 | h8 білий король · a6 чорний король · c6 білий пішак · h5 чорний пішак | h8 білий король · a6 чорний король · c6 білий пішак · h5 чорний пішак | h8 білий король · a6 чорний король · c6 білий пішак · h5 чорний пішак | h8 білий король · a6 чорний король · c6 білий пішак · h5 чорний пішак | h8 білий король · a6 чорний король · c6 білий пішак · h5 чорний пішак | h8 білий король · a6 чорний король · c6 білий пішак · h5 чорний пішак | h8 білий король · a6 чорний король · c6 білий пішак · h5 чорний пішак | h8 білий король · a6 чорний король · c6 білий пішак · h5 чорний пішак | 2 |
| 1 | h8 білий король · a6 чорний король · c6 білий пішак · h5 чорний пішак | h8 білий король · a6 чорний король · c6 білий пішак · h5 чорний пішак | h8 білий король · a6 чорний король · c6 білий пішак · h5 чорний пішак | h8 білий король · a6 чорний король · c6 білий пішак · h5 чорний пішак | h8 білий король · a6 чорний король · c6 білий пішак · h5 чорний пішак | h8 білий король · a6 чорний король · c6 білий пішак · h5 чорний пішак | h8 білий король · a6 чорний король · c6 білий пішак · h5 чорний пішак | h8 білий король · a6 чорний король · c6 білий пішак · h5 чорний пішак | 1 |
|   | a                                                                     | b                                                                     | c                                                                     | d                                                                     | e                                                                     | f                                                                     | g                                                                     | h                                                                     |   |

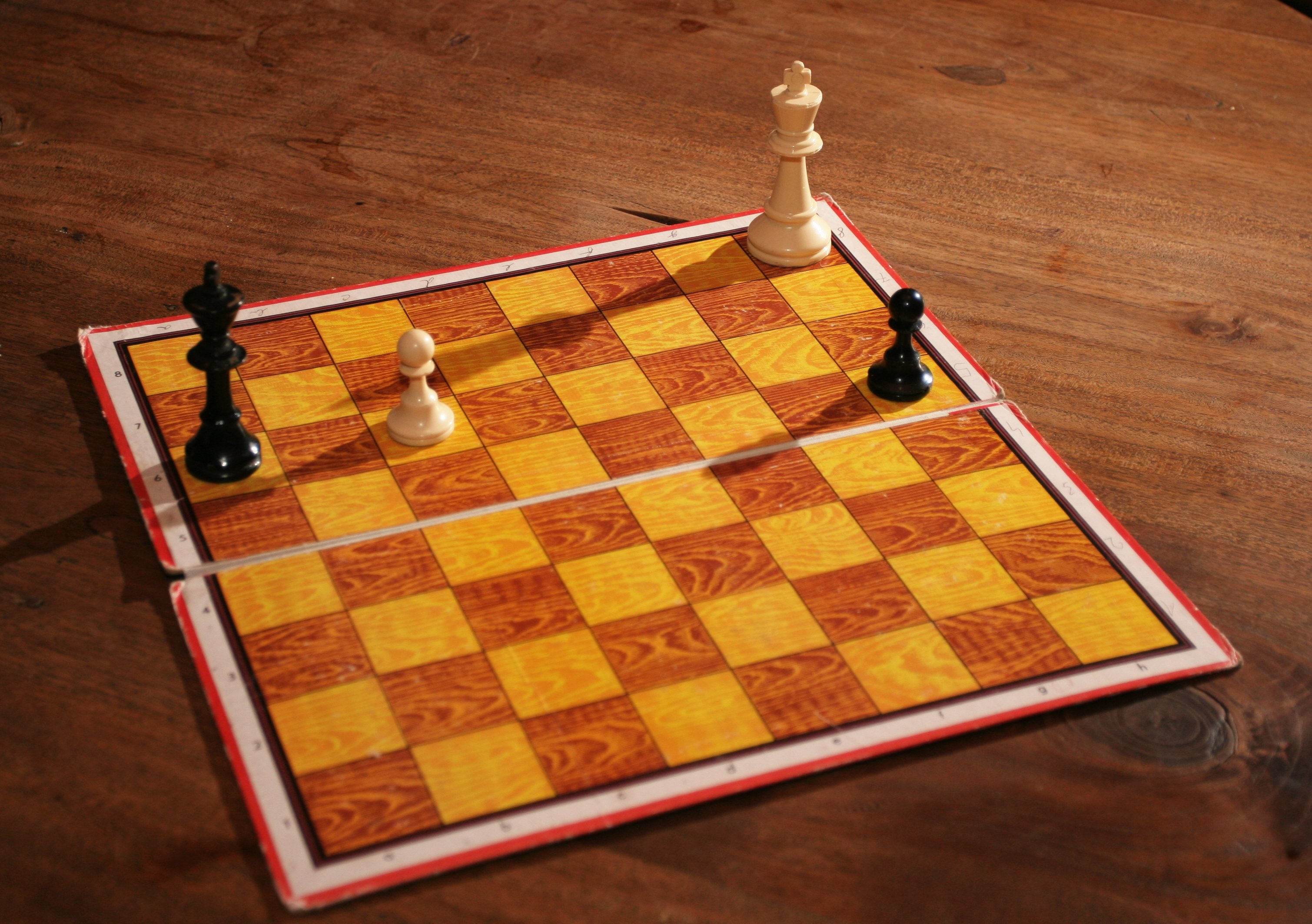
Найзнаменитіший етюд

Це один з найвідоміших шахових етюдів. На перший погляд, завдання неможливо виконати: наздогнати чорного пішака білому королю не вдається (1. Крh7 h4 2. Крh6 h3 і т. д.), навпаки — чорний король може легко затримати білого пішака, коли той просунеться вперед.
Однак білий король здійснює неочікуваний і парадоксальний маневр: 1. Крg7! h4 2. Крf6 Крb6 (після 2…h3 3. Крe7 h2 4. c7 Крb7 5. Крd7 пішаки перетворюються на ферзів одночасно) 3. Крe5! Тепер після 3…Кр: c6 4. Крf4 білий король потрапляє до квадрату пішака і затримує його, а якщо 3…h3, то після 4. Крd6 знову пішаки одночасно стають ферзями, в обох випадках — нічия. Цей етюд справив сильне враження на сучасників, а застосований у ньому маневр короля отримав назву «маневру Реті» і затим неодноразово застосовувався іншими авторами.
|   | a | b | c | d | e | f | g | h |   |
| 8 | d7 чорний король · b6 білий король · e4 білий слон · f4 біла тура · e3 чорний пішак · e2 чорний пішак | d7 чорний король · b6 білий король · e4 білий слон · f4 біла тура · e3 чорний пішак · e2 чорний пішак | d7 чорний король · b6 білий король · e4 білий слон · f4 біла тура · e3 чорний пішак · e2 чорний пішак | d7 чорний король · b6 білий король · e4 білий слон · f4 біла тура · e3 чорний пішак · e2 чорний пішак | d7 чорний король · b6 білий король · e4 білий слон · f4 біла тура · e3 чорний пішак · e2 чорний пішак | d7 чорний король · b6 білий король · e4 білий слон · f4 біла тура · e3 чорний пішак · e2 чорний пішак | d7 чорний король · b6 білий король · e4 білий слон · f4 біла тура · e3 чорний пішак · e2 чорний пішак | d7 чорний король · b6 білий король · e4 білий слон · f4 біла тура · e3 чорний пішак · e2 чорний пішак | 8 |
| 7 | d7 чорний король · b6 білий король · e4 білий слон · f4 біла тура · e3 чорний пішак · e2 чорний пішак | d7 чорний король · b6 білий король · e4 білий слон · f4 біла тура · e3 чорний пішак · e2 чорний пішак | d7 чорний король · b6 білий король · e4 білий слон · f4 біла тура · e3 чорний пішак · e2 чорний пішак | d7 чорний король · b6 білий король · e4 білий слон · f4 біла тура · e3 чорний пішак · e2 чорний пішак | d7 чорний король · b6 білий король · e4 білий слон · f4 біла тура · e3 чорний пішак · e2 чорний пішак | d7 чорний король · b6 білий король · e4 білий слон · f4 біла тура · e3 чорний пішак · e2 чорний пішак | d7 чорний король · b6 білий король · e4 білий слон · f4 біла тура · e3 чорний пішак · e2 чорний пішак | d7 чорний король · b6 білий король · e4 білий слон · f4 біла тура · e3 чорний пішак · e2 чорний пішак | 7 |
| 6 | d7 чорний король · b6 білий король · e4 білий слон · f4 біла тура · e3 чорний пішак · e2 чорний пішак | d7 чорний король · b6 білий король · e4 білий слон · f4 біла тура · e3 чорний пішак · e2 чорний пішак | d7 чорний король · b6 білий король · e4 білий слон · f4 біла тура · e3 чорний пішак · e2 чорний пішак | d7 чорний король · b6 білий король · e4 білий слон · f4 біла тура · e3 чорний пішак · e2 чорний пішак | d7 чорний король · b6 білий король · e4 білий слон · f4 біла тура · e3 чорний пішак · e2 чорний пішак | d7 чорний король · b6 білий король · e4 білий слон · f4 біла тура · e3 чорний пішак · e2 чорний пішак | d7 чорний король · b6 білий король · e4 білий слон · f4 біла тура · e3 чорний пішак · e2 чорний пішак | d7 чорний король · b6 білий король · e4 білий слон · f4 біла тура · e3 чорний пішак · e2 чорний пішак | 6 |
| 5 | d7 чорний король · b6 білий король · e4 білий слон · f4 біла тура · e3 чорний пішак · e2 чорний пішак | d7 чорний король · b6 білий король · e4 білий слон · f4 біла тура · e3 чорний пішак · e2 чорний пішак | d7 чорний король · b6 білий король · e4 білий слон · f4 біла тура · e3 чорний пішак · e2 чорний пішак | d7 чорний король · b6 білий король · e4 білий слон · f4 біла тура · e3 чорний пішак · e2 чорний пішак | d7 чорний король · b6 білий король · e4 білий слон · f4 біла тура · e3 чорний пішак · e2 чорний пішак | d7 чорний король · b6 білий король · e4 білий слон · f4 біла тура · e3 чорний пішак · e2 чорний пішак | d7 чорний король · b6 білий король · e4 білий слон · f4 біла тура · e3 чорний пішак · e2 чорний пішак | d7 чорний король · b6 білий король · e4 білий слон · f4 біла тура · e3 чорний пішак · e2 чорний пішак | 5 |
| 4 | d7 чорний король · b6 білий король · e4 білий слон · f4 біла тура · e3 чорний пішак · e2 чорний пішак | d7 чорний король · b6 білий король · e4 білий слон · f4 біла тура · e3 чорний пішак · e2 чорний пішак | d7 чорний король · b6 білий король · e4 білий слон · f4 біла тура · e3 чорний пішак · e2 чорний пішак | d7 чорний король · b6 білий король · e4 білий слон · f4 біла тура · e3 чорний пішак · e2 чорний пішак | d7 чорний король · b6 білий король · e4 білий слон · f4 біла тура · e3 чорний пішак · e2 чорний пішак | d7 чорний король · b6 білий король · e4 білий слон · f4 біла тура · e3 чорний пішак · e2 чорний пішак | d7 чорний король · b6 білий король · e4 білий слон · f4 біла тура · e3 чорний пішак · e2 чорний пішак | d7 чорний король · b6 білий король · e4 білий слон · f4 біла тура · e3 чорний пішак · e2 чорний пішак | 4 |
| 3 | d7 чорний король · b6 білий король · e4 білий слон · f4 біла тура · e3 чорний пішак · e2 чорний пішак | d7 чорний король · b6 білий король · e4 білий слон · f4 біла тура · e3 чорний пішак · e2 чорний пішак | d7 чорний король · b6 білий король · e4 білий слон · f4 біла тура · e3 чорний пішак · e2 чорний пішак | d7 чорний король · b6 білий король · e4 білий слон · f4 біла тура · e3 чорний пішак · e2 чорний пішак | d7 чорний король · b6 білий король · e4 білий слон · f4 біла тура · e3 чорний пішак · e2 чорний пішак | d7 чорний король · b6 білий король · e4 білий слон · f4 біла тура · e3 чорний пішак · e2 чорний пішак | d7 чорний король · b6 білий король · e4 білий слон · f4 біла тура · e3 чорний пішак · e2 чорний пішак | d7 чорний король · b6 білий король · e4 білий слон · f4 біла тура · e3 чорний пішак · e2 чорний пішак | 3 |
| 2 | d7 чорний король · b6 білий король · e4 білий слон · f4 біла тура · e3 чорний пішак · e2 чорний пішак | d7 чорний король · b6 білий король · e4 білий слон · f4 біла тура · e3 чорний пішак · e2 чорний пішак | d7 чорний король · b6 білий король · e4 білий слон · f4 біла тура · e3 чорний пішак · e2 чорний пішак | d7 чорний король · b6 білий король · e4 білий слон · f4 біла тура · e3 чорний пішак · e2 чорний пішак | d7 чорний король · b6 білий король · e4 білий слон · f4 біла тура · e3 чорний пішак · e2 чорний пішак | d7 чорний король · b6 білий король · e4 білий слон · f4 біла тура · e3 чорний пішак · e2 чорний пішак | d7 чорний король · b6 білий король · e4 білий слон · f4 біла тура · e3 чорний пішак · e2 чорний пішак | d7 чорний король · b6 білий король · e4 білий слон · f4 біла тура · e3 чорний пішак · e2 чорний пішак | 2 |
| 1 | d7 чорний король · b6 білий король · e4 білий слон · f4 біла тура · e3 чорний пішак · e2 чорний пішак | d7 чорний король · b6 білий король · e4 білий слон · f4 біла тура · e3 чорний пішак · e2 чорний пішак | d7 чорний король · b6 білий король · e4 білий слон · f4 біла тура · e3 чорний пішак · e2 чорний пішак | d7 чорний король · b6 білий король · e4 білий слон · f4 біла тура · e3 чорний пішак · e2 чорний пішак | d7 чорний король · b6 білий король · e4 білий слон · f4 біла тура · e3 чорний пішак · e2 чорний пішак | d7 чорний король · b6 білий король · e4 білий слон · f4 біла тура · e3 чорний пішак · e2 чорний пішак | d7 чорний король · b6 білий король · e4 білий слон · f4 біла тура · e3 чорний пішак · e2 чорний пішак | d7 чорний король · b6 білий король · e4 білий слон · f4 біла тура · e3 чорний пішак · e2 чорний пішак | 1 |
|   | a | b | c | d | e | f | g | h |   |

Розв'язок:

1. Сf5+ Крd8!

2. Тd4+ Крe7

3. Тe4+ Крd8!

4. Сd7!! (4. Т: e3? e1Ф 5. Т: e1, пат) e1Ф

5. Сb5!!, і мат невідворотний.

## Праці
- Réti, Richard. Die neuen Ideen im Schachspiel. (Нові ідеї в шахах, 1922).
- Réti, Richard. Die Meister des Schachbretts. (Майстри шахової дошки, 1930).
- Мандлер А. Этюды Рихарда Рети. М.—Л., 1931.